# Decalogo 10
Decalogo 10 è il decimo ed ultimo dei dieci mediometraggi realizzati dal regista Krzysztof Kieślowski per la TV ed ispirati ai dieci comandamenti.

## Trama
(Decimo comandamento)
Jerzy e Artur sono due fratelli molto diversi fra loro: il primo è serio, posato e padre di famiglia; il secondo è uno spirito ribelle, cantante rock e scapestrato. I due si ritroveranno, dopo due anni, per il funerale del loro padre.
Quando però vanno a casa del genitore, fanno una singolare scoperta: l'uomo viveva da anni in estrema povertà, eppure trovano centinaia e centinaia di francobolli in un armadio. Quando cercano di venderli per guadagnare qualcosa, scoprono che nel corso di 30 anni di vita il padre ha messo insieme una collezione che vale centinaia di milioni.
I due sono affascinati da questo aspetto sconosciuto del padre, e cominciano ad appassionarsi ai francobolli. Ma il mondo della filatelia appare subito un nido di vipere: sono tante le persone pronte a mettere le mani sulla fenomenale collezione paterna.
Intanto i due fratelli scoprono che alla collezione del padre manca un francobollo, un pezzo di grandissima rarità, che è in possesso di un losco filatelico. Questi propone ai fratelli uno scambio: il francobollo in questione, infatti, vale talmente tanto che non si può comprarlo. Lo scambio in questione è semplice: il francobollo in cambio di un rene di Jerzy, da donare alla figlia del filatelico gravemente malata.
La proposta manda su tutte le furie l'uomo, ma ormai lui ed il fratello sono stati contagiati da una passione filatelica che non immaginavano di avere. Jerzy accetta, ma appena esce dall'ospedale dopo il trapianto, fa un'amara scoperta: durante l'operazione dei ladri sono entrati in casa ed hanno rubato tutti i francobolli del padre.
L'amarezza e la rabbia fanno sì che i due fratelli si accusino a vicenda, di nascosto l'uno dall'altro. Ma la verità sarà presto chiarita: i due fratelli, infatti, per strada incontrano i veri esecutori del crimine, cioè il filatelico ed un suo complice. Ma non ci sono le prove, quindi è tutto inutile.
Ma intanto Jerzy ed Artur si sono riconciliati, ed inoltre è sbocciata in loro la passione filatelica paterna. Comprano dei francobolli, e probabilmente seguiranno le orme paterne.

## Varie
Il padre dei due personaggi principali già si era incontrato nel Decalogo 8.
Quando Jerzy si reca alla posta, viene servito da Tomek, il personaggio interpretato da Olaf Lubaszenko già protagonista del Decalogo 6.
I due protagonisti del film  reciteranno nuovamente la parte dei fratelli in un altro film di Kieślowski: Tre colori - Film bianco.
Come negli altri episodi, si ripresente il tema del liquido: l'acquario nella casa del padre, la vodka con cui i due fratelli brindano, il sudore del chirurgo durante l'asportazione del rene e le garze inzuppate di sangue, il metallo della grata fuso dalla fiamma ossidrica. Inoltre il francobollo mancante, il "Mercurio rosa", raffigura il volto del dio romano Mercurio, a cui si attribuivano grande velocità, mobilità, scorrevolezza e fluidità (infatti con tale nome si indica anche l'omonimo elemento chimico metallico per via del suo peculiare stato liquido a temperatura ambiente). Inoltre era considerato il protettore del commercio, degli scambi, del profitto, ma anche dei ladri, data la loro scaltrezza e destrezza, tutti elementi presenti nell'episodio.